# Свиноноса змія красива
Свиноноса змія красива (лат. Xenodon pulcher) — неотруйна змія з роду Американська свиноноса змія родини Вужеві. Інша назва «несправжня коралова змія».

## Опис
Загальна довжина досягає 75 см. Шия слабко виражена, голова практично не відмежована від тулуба. Ростральний щиток на кінці морди збільшений й піднят догори, як у свіноносих вужів. Тулуб компакний, кремезний. За забарвленням нагадує молочних змій чергуванням червоних, чорних й світлих кілець, проте межі поміж смугами нечіткі, розмиті. За світлим (яскраво-білими або лимонно-жовтими) смугах розташовуються численні дрібні чорні цяточки. Зрідка зустрічаються меланісти.

## Спосіб життя
Полюбля околиці лісових масивів, рідколісся, пампу. Веде наземний спосіб життя. Активна вдень. Харчується земноводними, зокрема жабами. При загрозі сплощує та вигинає передню третину тулуба, здійснюючи бічні кидки.
Це яйцекладна змія. Самиця відкладає до 7 яєць.

## Розповсюдження
Мешкає у південній Бразилії, Болівії, Парагваї, північній Аргентині.